# Park Pszczelnik
Park Pszczelnik – park miejski założony około 1870 roku w Siemianowicach Śląskich, wpisany do rejestru zabytków nieruchomych województwa śląskiego, na jego terenie utworzono użytek ekologiczny „Park Pszczelnik”.

## Historia

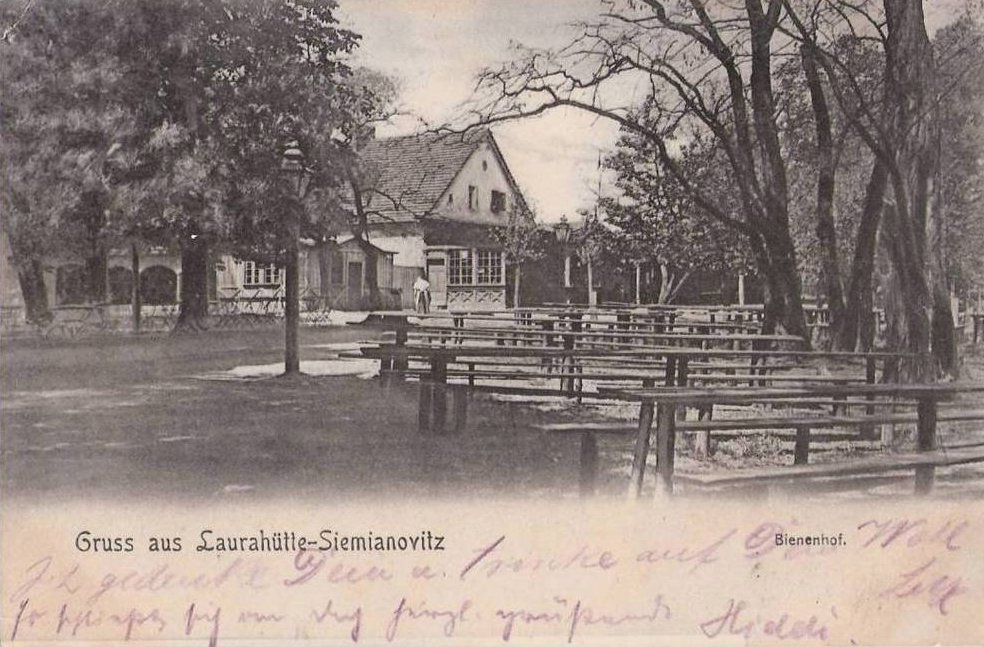
Pszczelnik około 1904 roku, niemiecka pocztówka

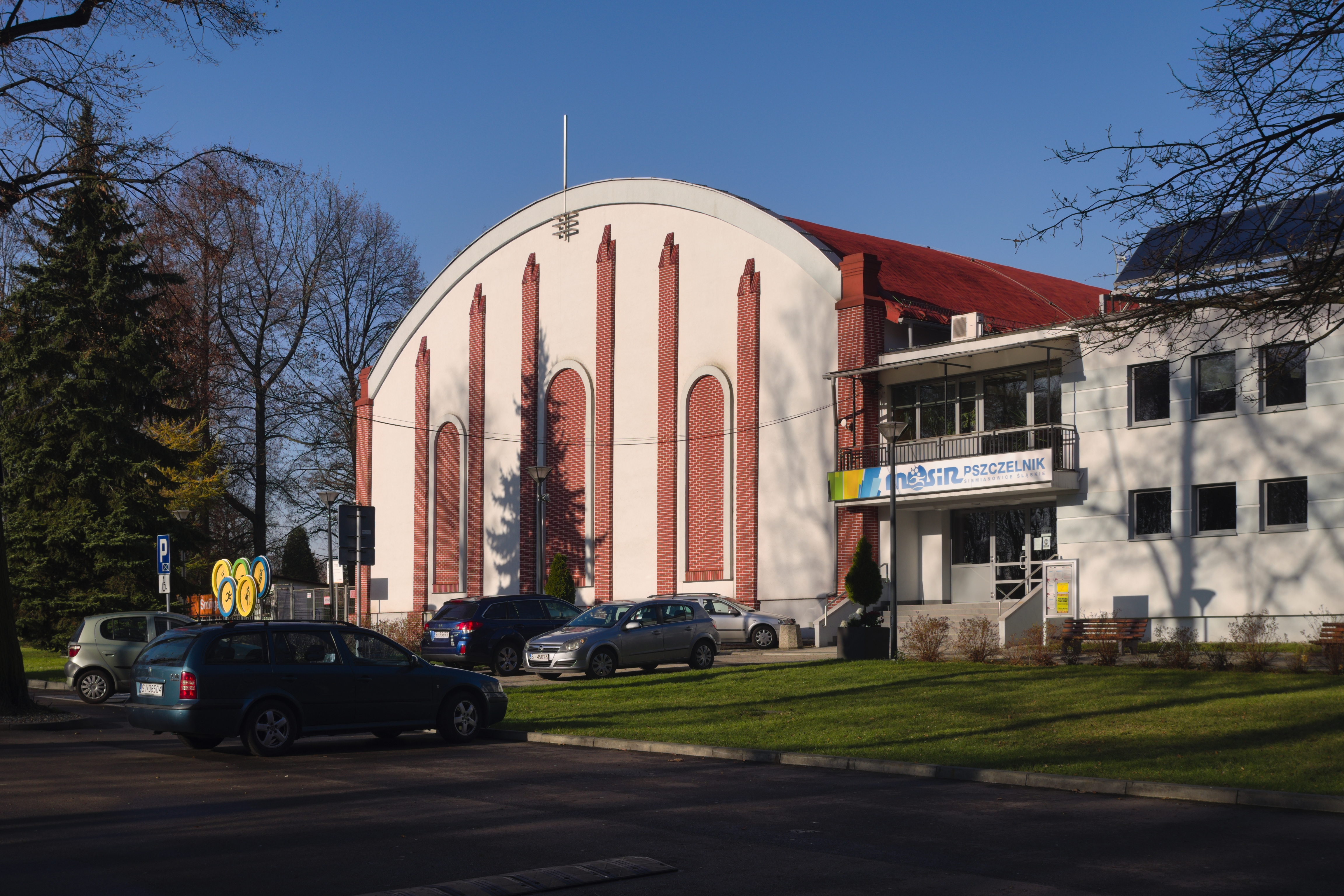
Hala sportowa na terenie parku (2020)

Teren późniejszego parku w połowie XIX wieku stanowił część folwarku Bienenhof, który składał się na dawne dobra rycerskie.
Około 1870 roku rozpoczęto prace, zmierzające do organizacji zastanej zieleni na potrzeby ośrodka rekreacyjnego. Powstała w tym celu muszla koncertowa, która została później zastąpiona przez estradę, a w latach 50. XX wieku wzniesiono ponadto: boisko, korty i place zabaw. W dwudziestoleciu międzywojennym właścicielem parku było przedsiębiorstwo Górnośląskie Zjednoczone Huty Królewska i Laura.
Na obszarze obecnego parku, w jego południowej części działała do lat 50. XX wieku piaskownia na potrzeby pobliskiej Kopalni Węgla Kamiennego Saturn w Czeladzi, po której pozostały rozległe zagłębienia terenu.
Na terenie parku będącego terenem rekreacyjnym Śródmieścia Siemianowic Śląskich w jego centralnej części znajdują się obiekty sportowe, które należą do Miejskiego Ośrodka Sportu i Rekreacji „Pszczelnik”. Są to: basen otwarty (48 × 19 m), boisko do piłki nożnej, hala sportowa (z boiskiem o wymiarach 40 × 20 m), cztery korty tenisowe i teren rekreacyjny.

## Użytek ekologiczny
Uchwałą Rady Miejskiej nr 285/97 z 27 lutego 1997 roku utworzono użytek ekologiczny „Park Pszczelnik”, o powierzchni 8,21 ha (cały park ma około 26 ha). Północną część użytku zajmuje las z fragmentami zbiorowisk charakterystycznych dla lasu grądowego i łęgowego, w części północnej znajduje się teren po dawnej piaskowni z bogatą mikroflorą. Na terenie użytku występują m.in.: czworolist pospolity, czermień błotna, nerecznica grzebieniasta, purchawica olbrzymia, czarka szkarłatna, czartawa pospolita, użytek zamieszkują np. rudziki, dzięcioły duże, czy dzięciołki.
W parku znajdują się ponadto dwa dęby szypułkowe i pięć buków zwyczajnych o statusie pomników przyrody, stwierdzono również występowanie rzadkiego grzyba, narażonego w Polsce na wymarcie workotrzęsaka galaretowatego.